# Алгарви
Алга́рве (порт. Algarve [aɫ'gaɾv(ɨ)]) — экономико-статистический регион в южной Португалии. Включает в себя округ Фару. Территория — 4995 км². Население — 451 006 человек (2011). Административный центр — город Фару.

## География
Регион граничит:

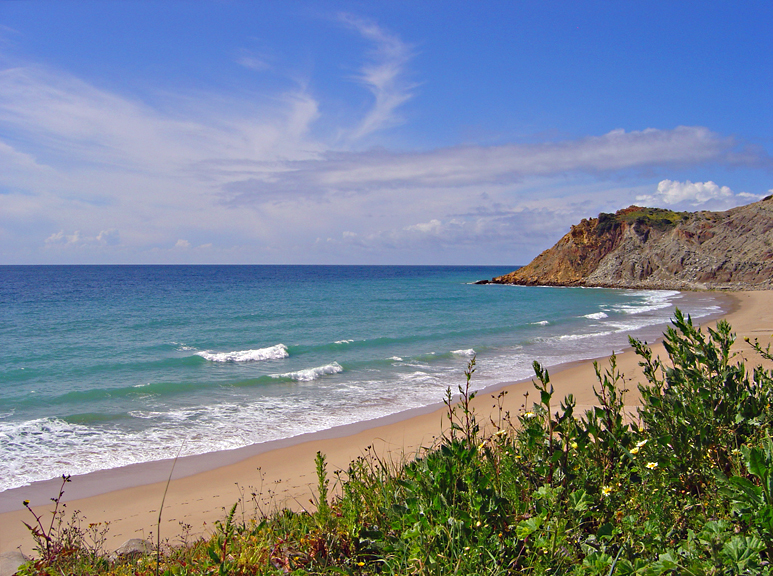
Алгарви — пляжный регион

- на севере — Алентежу (субрегионы Алентежу-Литорал и Байшу-Алентежу)
- на востоке — Испания через реку Гвадиана
- на юге — Атлантический океан
- на западе — Атлантический океан

## История
Алгарви получило своё название от арабов: на их языке это слово означало страну, расположенную на западе. В 1189 году король Саншу I завоевал принадлежавший арабам алгарвийский город Силвиш и принял титул короля Алгарви, который носили и его наследники. В 1261 году король Афонсу III окончательно включил Алгарви в состав королевства Португалии. Тем не менее в титулатуре португальских королей Алгарви всегда упоминалось отдельно от Португалии, что отображалось в том числе и на португальской нумизматике вплоть до начала XX века.

## Туризм
В 1960-х годах Алгарви стал популярен как место отдыха, особенно среди туристов из Великобритании. С тех пор, кроме англичан, там регулярно проводят отпуска немцы, голландцы и ирландцы. Многим принадлежит недвижимость в регионе. Кроме живописных мест и множества пляжей здесь есть сеть полей для гольфа. Всего насчитывается 34 гольф-поля международного уровня, 5 из них находятся в Виламоре. В ноябре проходит несколько международных турниров по гольфу: The Portuguese Algarve Open, the President’s Cup, the Vilamoura Grand Trophy, the Expresso/BPI Golf Cup и the Algarve World Cup, а многочисленные школы по гольфу функционируют круглый год. В Виламоре работает Академия Гольфа. Дважды, в 2013 и в 2014 году Алгарви признавался лучшим гольф-курортом мира.
Алгарви — очень популярное место для религиозного туризма. Ежегодно его священные места привлекают множество паломников-католиков.

## Состав региона

### Субрегионы
- Алгарви

### Муниципалитеты
- Албуфейра
- Алжезур
- Алкотин
- Вила-ду-Бишпу
- Вила-Реал-ди-Санту-Антониу
- Каштру-Марин
- Лагоа
- Лагуш
- Лоле
- Моншике
- Ольян
- Портиман
- Сан-Браш-ди-Алпортел
- Силвиш
- Тавира
- Фару

## Крупнейшие города
- Фару
- Портиман
- Ольян
- Лагуш
- Силвиш
- Тавира
- Лоле
- Лагоа

## Транспорт
Аэропорт Фару (Код ИКАО — FAO).